# Abaria mindorogena
Abaria mindorogena är en nattsländeart som beskrevs av Wolfram Mey 1995. Abaria mindorogena ingår i släktet Abaria och familjen Xiphocentronidae. Inga underarter finns listade i Catalogue of Life.